# Quión (filósofo)
Quión (en griego antiguo Χίων / Jíôn) fue un discípulo de Platón, jefe de un comando suicida que asesinó en 353 a. C. a Clearco, tirano de Heraclea Póntica, ciudad de Bitinia (actual Karadeny Ereglisi, en Turquía).
Diecisiete cartas apócrifas de época romana nos han llegado, un tipo de novela epistolar que narra la historia novelada de este personaje: las Cartas de Quión de Heraclea. El tema de fondo de esta obra imaginada es la relación que debe existir entre la filosofía y la acción. La datación de esta obra vacila entre el fin del siglo I d. C., durante el emperador Domiciano, al siglo II o incluso, según piensan los más cautos, el IV Los manuscritos más antiguos son del siglo XIV, y la primera impresión fue obra Aldo Manuzio el Viejo (Venecia, 1499).